# Вёйтенс, Стейн
Стейн Вёйтенс (нидерл. Stijn Wuytens; род. 8 октября 1989[…], Эксел, Фламандский регион) — бельгийский футболист, защитник клуба «Ломмел».

## Биография
Родился 8 октября 1989 года. Является воспитанником «Гента», в 2001 году перешёл в нидерландский ПСВ. Дебютировал за ПСВ в 2008 году в матче против роттердамского «Фейеноорда». 2 февраля 2009 года он был отдан в аренду «Де Графсхапу» до конца сезона, прежде чем вернуться в ПСВ. 12 июня 2012 года было объявлено, что он перейдет в бельгийскую команду «Беерсхот» на следующий сезон.
Во время зимнего перерыва сезона 2015/16 Вёйтенс перешёл в АЗ из Алкмара. Здесь тренер Джон ван ден Бром поставил его на позицию центрального защитника, а рядом с ним играл Рон Влар. В следующем сезоне Вёйтенс забил свой первый гол за АЗ в выездном матче против «Воеводины» в Лиге Европы. Второй гол в Лиге Европы за АЗ был забит в домашнем матче против ирландского «Дандолка». Забивая, он вступил в прямой контакт с вратарём «Дандолка» Гэри Роджерсом. Оказалось, что Вёйтенс на мгновение потерял сознание, проглотил язык и получил сотрясение мозга.
В июне 2020 года перешёл в бельгийский «Ломмел», подписав контракт до 2025 года.

## Личная жизнь
Младший брат — Дрис Вёйтенс, защитник клуба «Васланд-Беверен». Двоюродный брат — Ян Вёйтенс, также был футболистом, ныне работает тренером-ассистентом в клубе «Генк».